# Ein einsam Grab
Pour plus de détails, voir Fiche technique et Distribution.
Ein einsam Grab (en français Une tombe solitaire) est un film allemand réalisé par Karl Gerhardt sorti en 1916.

## Synopsis
La comtesse Worms aime l'ami de son mari, le prince Heinz von der Esche. Cependant, il ne veut pas perturber ce mariage et succomber aux tentations érotiques de la comtesse et part donc en voyage. Néanmoins, la comtesse veut vraiment être libre pour le prince et tue donc sans plus tarder son mari mal-aimé. Un procès a lieu et une condamnation à mort est prononcée. La demande de grâce du souverain reste infructueuse. Après l'exécution, Lilly Worms, la fille de la comtesse, est confiée au frère de la défunte, le comte Egon, qui a déjà sa propre fille, Felicitas, qui a à peu près le même âge. Afin de prendre du recul, Egon part pour un long voyage au Caire avec les deux jeunes femmes et son épouse.
18 ans plus tard. Felicitas et sa mère, la femme d'Egon, sont décédées peu de temps après leur arrivée au Caire. Egon a élevé Lilly comme sa propre fille, Felicitas. Dans le cadre d'une grande fête, le prince von der Esche, qui s'est complètement retiré de la scène publique après la mort brutale de la comtesse Worms et a passé sa vie célibataire, rencontre Lilly alias Felicitas. L'enfant est devenue une belle jeune femme. Même après avoir découvert que Felicitas est en réalité Lilly, il veut l'épouser. La jeune femme, qui ne sait rien de l'exécution de sa mère, accepte sa proposition. En raison de la jalousie de la fille du bibliothécaire princier, Felicitas découvre tout sur sa mère après son mariage le jour de celui-ci. Elle croit que son mari est en partie responsable de sa fin terrible et se précipite vers la tombe solitaire de sa mère pour y mourir également. Au dernier moment, Heinz parvient à l'empêcher de commettre un acte désespéré dans la crypte comtale.

## Fiche technique
- Titre original : Ein einsam Grab
- Réalisation : Karl Gerhardt
- Scénario : Joe May
- Photographie : Max Faßbender
- Production : Joe May
- Société de production : May-Film
- Société de distribution : Phoebus-Film
- Pays d'origine :  Empire allemand
- Langue : allemand
- Format : Noir et blanc - 1,33:1 - 35 mm
- Genre : Drame
- Durée : 1 700 m
- Dates de sortie :
  -  Empire allemand : 22 septembre 1916
  -  Autriche-Hongrie : 4 décembre 1916
  -  Danemark : 23 juin 1919

## Distribution
- Mia May : la comtesse Worms / Lilly alias Felicitas, sa fille
- Hans Mierendorff : le prince Heinz von der Esche
- Ewald Brückner : le comte Egon von Wesen, frère de la comtesse Worms
- Ilse Oeser : la comtesse Wesen
- Martin Wolff : le comte Worms
- Max Laurence (de) : le Landfürst
- Frida Richard : Friederike, la gouvernante des Worms
- Käthe Wittenberg
- Leopold Bauer

## Production
Ein einsam Grab est tourné en juin et juillet 1916, passe la censure cinématographique en août 1916 et est interdit aux jeunes. La première a lieu le 22 septembre 1916 au Tauentzienpalast de Berlin. La version autrichienne de la pièce en cinq actes mesurait environ 1 700 m de long et a sa première à Vienne le 22 décembre 1916.
Le film est la première collaboration entre Karl Gerhardt et Joe May. Ils se retrouveront pour une septième partie du film en huit parties Die Herrin der Welt en 1919.